# Hiraea pachypoda
Hiraea pachypoda är en tvåhjärtbladig växtart som beskrevs av Franz Josef Niedenzu. Hiraea pachypoda ingår i släktet Hiraea och familjen Malpighiaceae. Inga underarter finns listade i Catalogue of Life.